# کوتویخکربروک
کوتویخکربروک (به هلندی: Kootwijkerbroek) یک منطقهٔ مسکونی در هلند است که در بارنه‌فلد واقع شده‌است. کوتویخکربروک ۵٬۲۴۵ نفر جمعیت دارد.